# Zaïre (Voltaire)
Zaïre ist eine Tragödie in fünf Aufzügen von Voltaire. Das Stück wurde laut Voltaires Vorwort im Sommer 1732 in nur 22 Tagen verfasst und bereits am 13. August 1732 in Paris uraufgeführt. Die Zaïre geriet zum nachhaltigsten Bühnenerfolg Voltaires. Sie wurde erst 1931 vom Spielplan der Comédie-Française genommen.

## Handlung
Einige frühere Autoren sahen in der Zaïre eine Adaption von Shakespeares Othello. Gemeinsam ist beiden Stücken jedoch nur das Thema der rasenden Eifersucht.
Die frei erfundene Handlung spielt in Jerusalem, 24 Jahre nach der Rückeroberung durch Saladin, im Serail seines Nachfolgers und Sohnes Sultan Orosmane. Die Braut und Sklavin des Orosmane, Zaïre, ist eigentlich eine ungetaufte Christin, die jedoch im islamischen Glauben erzogen wurde. Nérestan, ein gefangener französischer Ritter, erhält Geld, um zehn gefangene Christen, darunter Zaïre, freizukaufen. Orosmane gibt 100 christliche Ritter heraus, behält aber Zaïre und den seit 24 Jahren eingekerkerten Lusignan. Der aus der Haft entlassene greise christliche ehemalige König von Jerusalem Lusignan erkennt in Zaïre und Nérestan seine verloren geglaubten Kinder. Er offenbart sich den Kindern und drängt Zaïre, sich zum christlichen Glauben seiner Väter zu bekennen. Nérestan soll Zaïre bei einer nächtlichen Zusammenkunft taufen. Orosmane fängt den Brief zur Verabredung der Geschwister ab, wird durch den Inhalt des Briefs getäuscht und tötet in seiner rasenden Eifersucht die unschuldige, ihn liebende Zaïre. Nérestan offenbart Orosmane die Zusammenhänge und Orosmane tötet sich in seiner Verzweiflung über der Leiche Zaïres.

## Zeitgenössische Rezeption

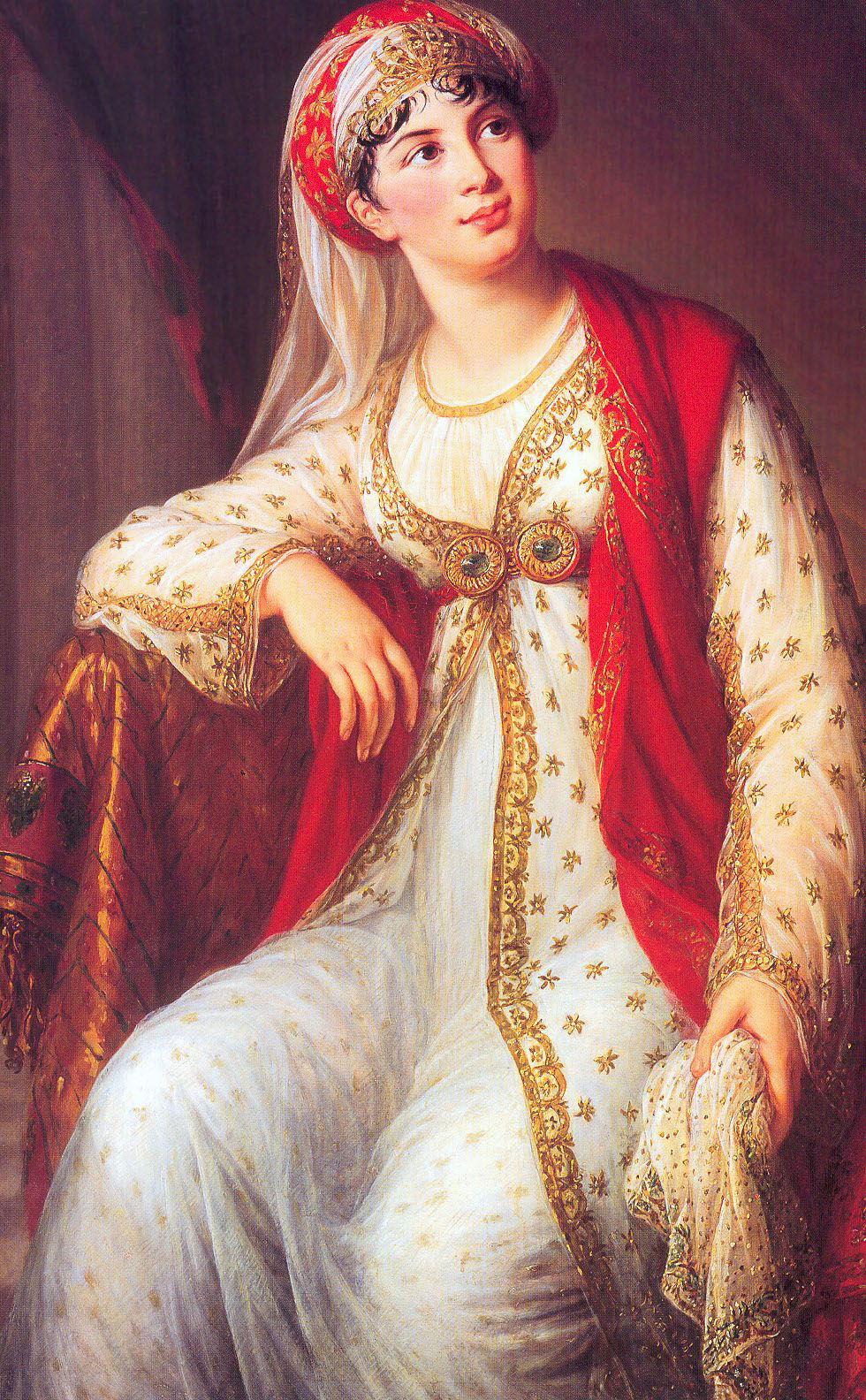
Giuseppina Grassini 1805 als Zaire in Winters Oper nach Voltaires Schauspiel

Die Pariser Uraufführung geriet zu einem großen Erfolg. Im Anschluss an die vierte Aufführungen wurde dem Autor eine Ovation dargebracht. Die Thematik, der unselige und fanatische Einfluss der Religionen und der dramaturgische Rhythmus trafen den Zeitgeist. Übersetzungen in das Englische (The tragedy of Zara, 1736 übersetzt von Aaron Hill), Italienische, Niederländische und Deutsche folgten und machten die Zaïre zu einem europäischen Erfolg. Voltaires Zaïre wurde in dreizehn Opern vertont, darunter Zaira von Vincenzo Bellini 1829. Johann Andreas Schachtner (1731–1795) verfasste auf der Grundlage der Zaïre ein Libretto für Mozarts unvollendete Oper Zaïde. Sarah Bernhardt gelang 1874 in der Rolle der Zaïre ein vielbeachteter Bühnenerfolg.

## Aufführungen
Die Tragödie Zaïre wurde am 13. August 1732 im Théâtre français in Paris uraufgeführt. Pausiert im September und Oktober wurde das Stück im November wieder aufgenommen und erlebte in der ersten Saison 31 Aufführungen. Die Zaïre wurde mit 485 Aufführungen zum meistgespielten Bühnenwerk Voltaires. Bis 1931 stand es auf dem festen Spielplan der Comédie-Française.

## Beigabe
Voltaire stellte der Zaïre einen öffentlichen Brief an einen Freund und Förderer aus England, Sir Everard Fawkener (1694–1758) voran. Der wie Voltaire 1694 geborene Fawkener war ein Seidenhändler, Politiker und Diplomat. Voltaire lernte ihn direkt nach dessen Rückkehr aus Aleppo kennen und besuchte ihn auf dem Stammsitz der Fawkener in Wandsworth. Voltaires ostentative Wertschätzung und kosmopolitisches Bekenntnis zu einem englischen Ketzer missfiel der Zensur. Das Épitre à M. Falkener wurde vermutlich von dem Zensor Rouillé unterdrückt, gelangte erst in die dritte nicht autorisierte Ausgabe der Zaïre und wurde in Amsterdam im gleichen Jahr nachgedruckt.

„Sie, mein lieber Freund, sind Engländer, ich bin in Frankreich geboren. Die Kunstliebhaber sind jedoch alle Mitbürger. Die ehrenhaften und nachdenklichen Leute haben fast die gleichen Grundsätze und bilden eine einzige Republik.“

## Drucklegung
Die ersten drei Drucke der Zaïre erschienen bei Jore in Rouen. Der Druck der Zaïre führte eine der Neuerungen Voltaires für die französische Sprache ein. Die Wortendung ois (wie anglois) wurde in ais (wie anglais) abgeändert.

## Erste Ausgaben
- Zayre, Tragédie. Representée A Paris / Aux mois d'Aoust, Novembre & Décembre 1732, Imprimée à Rouen, Chez Jore Pere & Fils, et se vend A Paris Chez Jean Baptiste Bauche, à la descente du Pont-neuf, proche les Augustins, à Saint Jean-Baptiste dans le le desert, 1733, (IV), 95 (96,97) S. (books.google.de).
- Zayre, Tragédie. Representée A Paris / Aux mois d'Aoust, Novembre & Décembre 1732, Imprimée à Rouen, Chez Jore Pere & Fils, et se vend A Paris Chez Jean Baptiste Bauche, à la descente du Pont-neuf, proche les Augustins, à Saint Jean-Baptiste dans le le desert, 1733, (IV), 95 (96,97) S., gleicher Drucker mit typografischen Änderungen und variiertem Ornament auf dem Titel.
- La Zayre de Monsieur de Voltaire, avec une épitre dedicatoire, Epitre auf S. (III–XIV) eingerückt, Rouen, Chez Jore Pere & Fils, 1733, (XIV), 95 S.